# Neighbor
Neighbor è un singolo del gruppo musicale statunitense Ugly Kid Joe, pubblicato nel 1992.

## Trace
7"
1. Neighbor – 4:43 (Eichstadt, Crane)
2. Everything About You (edit) – 4:06 (Eichstadt, Crane)

12"
1. Neighbor – 4:43 (Eichstadt, Crane)
2. Too Bad (live) – 5:54
3. Funky Fresh (live) – 5:45

CD
1. Neighbor (edit) – 4:05 (Eichstadt, Crane)
2. Everything About You (live) – 4:06 (Eichstadt, Crane)
3. Neighbor – 4:46 (Eichstadt, Crane)

CD Maxi
1. Neighbor – 4:47 (Eichstadt, Crane)
2. Too Bad (live) – 5:42
3. Funky Fresh (live) – 5:52
4. Cats in the Cradle (live) – 5:13 (H. Chapin, S. Chapin)

## Formazione
- Whitfield Crane - voce
- Klaus Eichstadt - chitarra
- Dave Fortman - chitarra
- Cordell Crockett - basso
- Mark Davis - batteria

## Classifiche
| Classifica             | Posizione massima |
| ---------------------- | ----------------- |
| Official Singles Chart | 28                |